# DNA formula letale
DNA formula letale (conosciuto anche come Metamorphosis) è un film del 1990 scritto e diretto da Luigi Montefiori con lo pseudonimo di G. L. Eastman. È un film horror fantascientifico a basso costo, primo film alla regia dell'attore Luigi Montefiori.

## Trama
Il genetista Peter Houseman, professore in un'università privata, sta per raggiungere importanti risultati nei suoi studi sul DNA. Con il supporto dell’amico Mike e del giovane collaboratore Willy, sta mettendo a punto un siero in grado di prevenire l’invecchiamento e sconfiggere la morte. Una commissione decide però di far luce sulle sue continue richieste di finanziamenti. Tra i membri spiccano l’anziano professor Lloyd, molto invidioso di Peter e l’ispettrice Sally, per la quale Peter mostra subito di avere un debole. Lo scetticismo della commissione e la burocrazia inducono Peter a testare su se stesso il siero contenente il DNA modificato da lui creato.
In un primo momento l’esperimento sembra avere esito positivo. Peter si sente sempre più forte e inizia una relazione con Sally, nonostante suo figlio Tommy dimostri subito una chiara ostilità nei suoi confronti. Poco dopo però, Peter si rende inconsciamente protagonista di alcuni episodi di violenza. Dapprima si reca in un locale dove percuote brutalmente una prostituta, senza ricordarsi dell’accaduto. Poi è la volta di Patricia, una procace studentessa che aveva cercato di sedurlo, che viene prima violentata e poi strangolata. Nel frattempo, anche il suo corpo inizia a degenerare e a assumere tratti rettileschi.
Travolto da un'auto dalla polizia, Peter viene internato in un ospedale, dove attraversa una fase di invecchiamento precoce che lo rende molto debole. Afferma che a causa del suo esperimento, ciò che diventerà lo rimarrà per sempre, senza mai morire. Tenuto in osservazione dai medici, da Mike e Lloyd, quest’ultimo ipotizza che il suo corpo stia regredendo ad un punto imprecisato della storia evolutiva dell’uomo. Con sembianze ormai mostruose, Peter fugge dall’ospedale uccidendo Lloyd e Willy, scoprendo che il suo corpo ha bisogno di sangue umano per rimanere in forze. Rapisce Tommy e poi torna al laboratorio dell’università lasciandosi dietro una scia di morte e sangue, per fare un ultimo tentativo di correggere l’esperimento. Tommy distrugge però la boccetta contenente il siero e, inseguito da Peter, scappa aiutato dalla madre che li ha nel frattempo raggiunti. Tommy e Sally riescono a fuggire all’esterno dove li attende Mike con la polizia. Peter, divenuto ormai un mostro antropomorfo simile a Godzilla, spalanca la porta e viene abbattuto a colpi di arma da fuoco, per poi decomporsi completamente.
Qualche tempo dopo Tommy mostra alla madre una lucertola che tiene prigioniera in una scatola. Quando Sally gli dice di lasciarla libera o l’avrebbe fatta morire, il bambino risponde che quella invece non morirà mai.

## Accoglienza

### Critica
La critica specializzata, abitualmente poco benevola verso le escursioni italiane nel fanta-horror, ha segnalato nel film una discreta abilità tecnica nella costruzione delle immagini ed un originale richiamo alle tematiche di David Cronenberg.»
(Fantafilm)